# Stocznia Gdynia 8138
Der Containerschiffstyp 8138 (andere Schreibung auch B8138), auch als Astrotype bezeichnet, der Werft Stocznia Gdynia wurde seit den 1990er Jahren in Serie gebaut.

## Einzelheiten

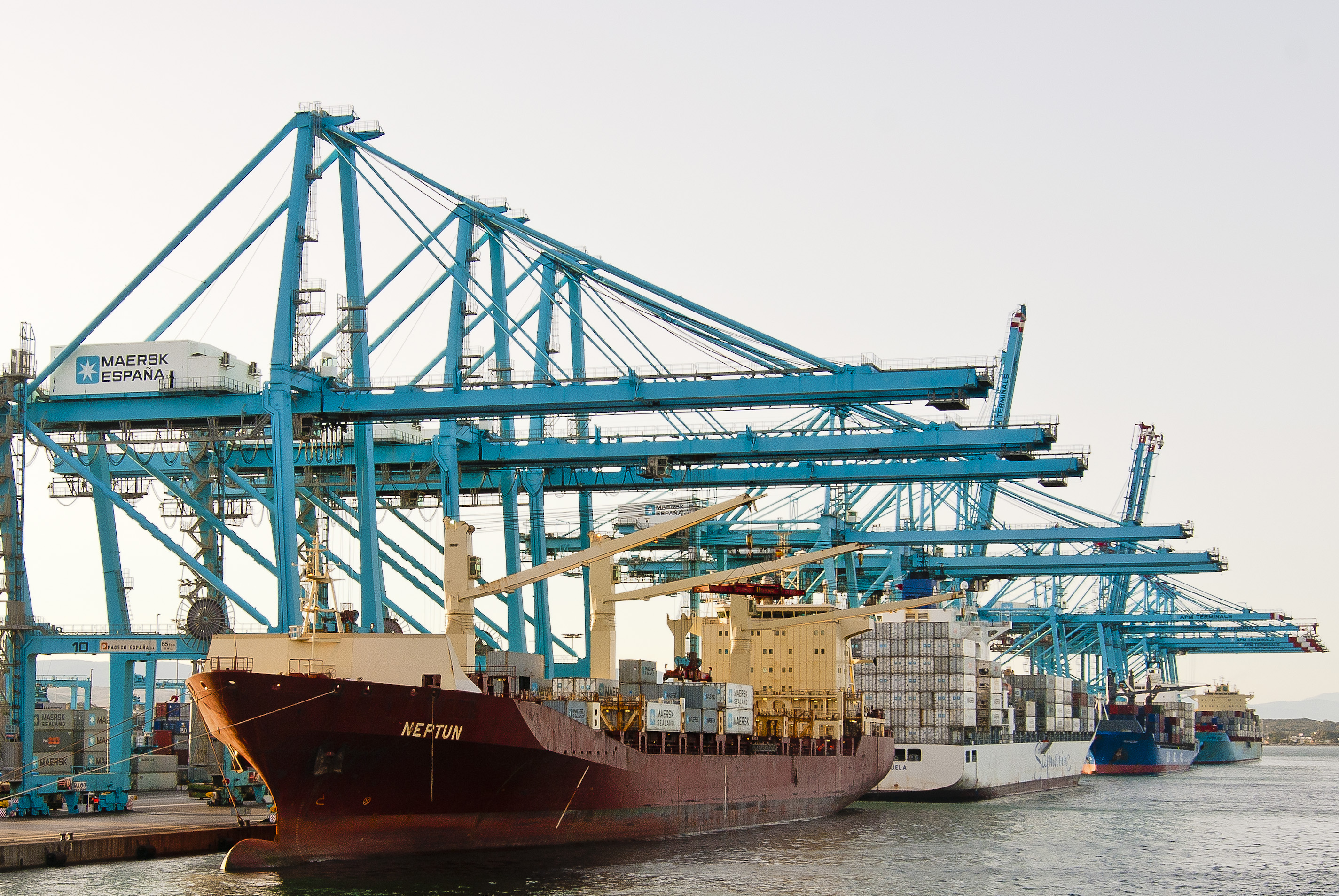
Die Neptun im Hafen

Die Baureihe 8138 wurde in den Jahren 1997 bis 2001 für die Bremer Reederei Alpha Ship gebaut. In den Jahren der Produktion wurde der Typ weiterentwickelt und in Details modernisiert. Man unterscheidet zwischen dem Basistyp 8138 I, der in vier Einheiten produziert wurde, und der längeren Version 8138 II, von der acht Schiffe entstanden. Der Typ blieb bis zum Konkurs der Werft in den 2000er Jahren im Programm, wurde aber nicht mehr geordert. Die Werft Danzig lieferte einzelne Kaskos zu.
Die Schiffe sind als Vollcontainerschiffe mit weit achtern angeordnetem Deckshaus ausgelegt. Die Containerkapazität beträgt beim Basistyp 1646 TEU, bei der längeren Version 1835 TEU. Es können 300 bis 350 Kühlcontainer angeschlossen werden. Die Schiffe besitzen acht beziehungsweise neun mit Pontonlukendeckeln verschlossene Laderäume. Die Schiffe verfügen über drei mittschiffs angeordnete Schiffskräne mit jeweils 45 Tonnen Tragkraft.
Der Antrieb der Schiffe besteht aus einem MAN B&W-Zweitakt-Dieselmotor mit rund 17.200 kW Leistung. Der Motor wirkt direkt auf einen Festpropeller und ermöglicht eine Geschwindigkeit von rund 21 Knoten. Weiterhin stehen drei Hilfsdiesel und ein Notdiesel-Generator zur Verfügung. Die An- und Ablegemanöver werden durch ein Bugstrahlruder unterstützt.
Eingesetzt wurden die Schiffe häufig auf Containerliniendiensten in Regionen mit schlecht ausgebauter Hafeninfrastruktur, so fanden sich beispielsweise verhältnismäßig viele der Schiffe auf Südamerikadiensten.

## Die Schiffe
| Schiffe des Typs 8138 | Schiffe des Typs 8138 | Schiffe des Typs 8138 | Schiffe des Typs 8138                                | Schiffe des Typs 8138 |
| Bauname               | Baunummer             | IMO-Nummer            | Kiellegung Stapellauf Ablieferung                    | Spätere Namen und Verbleib |
| --------------------- | --------------------- | --------------------- | ---------------------------------------------------- | --- |
| Nadir                 | 8138/1                | 9127784               | - 22. August 1997                                    | Maersk Hong Kong (1998) → Nadir (2010) → Dir (2016) → 2016 Abbruch in Alang.                                                                                        |
| Orion                 | 8138/2                | 9127796               | - 6. Januar 1998                                     | TNX Mercury → Orion (1998) → Maersk Lima (1998) → Orion (1999) → 2017 Abbruch in Gadani.                                                                            |
| Sirius                | 8138/3                | 9127801               | - 3. Juni 1998                                       | Sirius I (2016) → 2016 Abbruch in Alang |
| Zenit                 | 8138/4                | 9127813               | - 7. August 1998                                     | Maersk Wellington (1999) → Safmarine Amazon (2001) → MOL Universe (2008) → Zenit (2012) → 2016 Abbruch in Chittagong.                                               |
| Pegasus               | 8138/5                | 9134581               | - 12. November 1998                                  | 2007 AS Pegasus (2007) → 2016 Abbruch in Alang. |
| Taurus                | 8138/6                | 9134593               | - 1. Dezember 1998                                   | Kota Perabu → Taurus (2001) → Columbus Waikato (2002) → Cap Victor (2006) → CMA CGM Castilla (2006) → Taurus (2009) → Taurus 1 (2016) → 2016 Abbruch in Chittagong. |
| Neptun                | 8138/7                | 9163192               | 30. Juni 1998 28. November 1998 24. Dezember 1998    | Kota Perdana (1999) → Neptun (2000) → Cap Vicent (2002) → CMA CGM Cortes (2006) → Neptun (2012) → MSC Uma (2014) → so in Fahrt.                                     |
| Uranus                | 8138/8                | 9163207               | 30. Juni 1998 28. November 1998 18. Januar 1999      | 2001 Alianca Antuerpia, 2002 Uranus, 2006 Cap van Diemen, 2009 Uranus, 2014 MSC Nora, 2022 MSC Nora II, 2023 Abbruch in Alang.                                      |
| Pluto                 | 8138/9                | 9193680               | 16. November 1998 27. Februar 1999 7. Mai 1999       | 2014 MSC Tia, 2022 MSC Tia II so in Fahrt. |
| Poseidon              | 8138/10               | 9193719               | 11. Januar 1999 30. April 1999 12. August 1999       | 1999 SCL Memling, 2002 Safmarine Memling, 2009 AS Poseidon, 2014 MSC Lana, 2022 MSC Lana II, 2023 verschrottet                                                      |
| Aries                 | 8138/11               | 9225421               | 19. Juni 2000 27. Oktober 2000 1. Januar 2001        | 2001 Maersk Itajai, 2008 Aries, 2015 AS Aries, Ari (2019), 2019 Abbruch in Alang                                                                                    |
| Vega                  | 8138/12               | 9225433               | 20. September 2000 22. Dezember 2000 1. Februar 2001 | 2001 Maersk Valparaiso, 2008 Vega, 2015 AS Vega, 2020 Ega, 2020 Abbruch inn Alang.                                                                                  |
| Daten: Equasis        |                       |                       |                                                      | |